# 沙河子镇 (五常市)
沙河子镇是中国黑龙江省哈尔滨市五常市下辖的一个镇，位于五常市东南部。

## 行政区划
桥头溪乡下辖以下地区：
福太村、三人班村、大柜村、磨盘山村、石头河村、沙河子村、东沙河子村、北沙河子村、蛤拉河子村、柳树河子村、老黑顶子村、双龙村和历母山村。